# Maria Ramoneda i Roma
Maria Ramoneda i Roma és una política catalana de Sabadell. Des de les eleccions municipals del 27 de març del 2007 és la regidora delegada de Serveis Socials del govern municipal de l'Ajuntament de Sabadell, pel Partit dels Socialistes de Catalunya de l'alcalde Manuel Bustos.
En la llista de les candidatures del PSC de les eleccions municipals del 2007 hi apareixia en segon lloc. El 7 de maig del 2010 Maria Ramoneda va rebre un homenatge de més de 300 persones al pati del centre cívic de la Creu Alta, a Cal Balsach, enmig de veïns, amics, representants de nombroses entitats, companys de partit i els Cantaires de Can Feu, per donar suport a la regidora un cop va quedar arxivat el cas Sant Oleguer i per homenatjar-la per la seva tasca durant tants anys al govern municipal de Sabadell. L'homenatge es va celebrar uns dies després que la Fiscalia descartés qualsevol indici de delicte en l'adjudicació d'uns pisos tutelats de lloguer per a gent gran del Complex Sòciosanitari de Sant Oleguer.